# Хайнрих XXI фон Вайда
Хайнрих XXI фон Вайда (на немски: Heinrich XXI Vogt von Weida; † сл. 16 декември 1465) е фогт на Вайда (1454 – 1465) в окръг Грайц в Тюрингия.
Той е единствен син на Хайнрих XIX фон Вайда „Млади“ († 1462), фогт на Вайда (1442 – 1454) и съпругата му Елизабет фон Даме. Внук е на Хайнрих XIV 'Червения', шериф и господар на Вайда († 1387/1389) и Маргарета фон Утенхофен († 1376). Правнук е на фогт Хайнрих X фон Вайда 'Млади'(† 1363/1366) и Катарина фон Шьонбург († 1362).

## Фамилия
Хайнрих XXI фон Вайда се жени за Агнес Шенк фон Ландсберг († сл. 2 март 1488). Те имат децата:
- Хайнрих XXII „Стари“ († 2 май 1507), фогт на Вайда (1465 – 1507)
- Хайнрих XXIII „Средния“ († сл. 7 февруари 1510), фогт на Вайда (1507 – 1510)
- Хайнрих XXIII фон Вайда „Млади“ (* ок. 1450; † 5 март 1531), фогт на Вайда (1510 – 1531), женен 1493 г. за Маргарета фон Мансфелд (* ок. 1458; † 20 февруари 1531), вдовица на граф Ернст I фон Мансфелд-Хинтерорт (1480 – 1560), дъщеря на граф Гебхард VI фон Мансфелд-Кверфурт (1429 – 1492) и Аделхайд фон Олденбург (1425 – 1492/1454), сестра на датския крал Кристиан I (1426 – 1481).[2]
- Елизбет († 11 април 1532), абатиса в Гернроде
- Бригита († сл. 1532 в Лойтенберг), монахиня в Гернроде (1532)